# Léon Poliakov
Léon Poliakov, -en ruso original, Лев Поляков- (25 de noviembre de 1910, San Petersburgo - Orsay, 8 de diciembre de 1997) fue un historiador francés, famoso por sus estudios sobre el Holocausto, el antisemitismo, el fascismo y el nacionalismo.

## Biografía
Léon Poliakov nació en una familia de la burguesía judía rusa, el mismo día de la muerte de León Tolstói, por lo cual le pusieron su nombre de pila. Su familia decidió emigrar para huir de la Revolución bolchevique. Vivieron algunos años en Berlín, donde asistió en su adolescencia al ascenso del Nazismo; se instaló definitivamente en París, donde estudió desde 1924 en el Lycée Janson-de-Sailly y luego en la Sorbona Derecho y Letras. En 1933 León y su padre iniciaron un peligroso proyecto, el periódico antihitleriano para refugiados alemanes Pariser Tageblatt. Entró en el ejército francés al comienzo de la Segunda Guerra Mundial y fue hecho prisionero con su batallón por los alemanes en Saint-Valéry-en-Caux el 13 de junio de 1940; se evadió tres meses más tarde del campo o frontstalag de Doullens; se incorporó a la Resistencia francesa interior organizando el pequeño grupo de El café de la Mina, en París, y en 1943 trabajó como secretario del rabino Schneour Zalman Schneersohn; fundó con el primo de este último, Isaac Schneersohn, el Centro de Documentación Judía Contemporánea, cuyo objetivo era recoger las pruebas documentales de la Shoah u Holocausto, lo que le valió, tras la victoria aliada, asistir a Edgar Faure, jefe de la delegación francesa del Proceso de Núremberg. 
Naturalizado francés en 1947, Léon Poliakov publicó cuatro años más tarde el Bréviaire de la haine, "Breviario del odio", libro de referencia y primer gran estudio consagrado a la política de exterminio de los judíos conducida por los nazis. Su investigación en los archivos alemanes, los incontables testimonio que recogió y cinco años de esfuerzos le permitieron sacar a la luz los rodajes implacables de la ideología y de la técnica que hicieron posible la Shoah u Holocausto. El prólogo fue elaborado por François Mauriac, y la obra fue regularmente actualizada por el autor hasta 1993. Léon Poliakov fue también el primer historiador en cuestionar el verdadero papel del papa Pío XII y de la Santa Sede durante el Holocausto.
Conducido por el deseo de encontrar una respuesta a la pregunta «¿Por qué se ha querido matarme?» y decidido a remontarse a las raíces, Léon Poliakov se consagró acto seguido a su vasta Histoire de l'antisémitisme o "Historia del antisemitismo" en cinco volúmenes, que abarcaba desde la Antigüedad hasta el siglo XX. En 1981, una nueva edición refundió en dos tomos los cuatro existentes (hasta 1939); la obra se completó en 1994 con un volumen adicional que cubría desde 1945 a 1993, redactado bajo la supervisión de Poliakov. Por esta obra recibió el Premio Edmond Weil (1960) y el Premio del Judaísmo Francés (1981). 
Doctor en letras y director de investigación del Centre National de Recherche Scientifique (CNRS), ahondó aún más en las causas de la xenofobia y condujo otras investigaciones sobre las minorías perseguidas y sobre el racismo, sus orígenes culturales, económicos, sociológicos y psicológicos y todas las formas que puede revestir, desde los tiempos de Cristo a la que él llamó "Europa suicida" del siglo XX, y con sus investigaciones más profundas elaboró Le Mythe aryen ("El mito ario", 1971), que alberga el análisis más poderoso de los fantasmas racistas. 
En 1981, publicó sus memorias, que intituló L'Auberge des Musiciens ("El albergue de los músicos", de la cual una larga parte está consagrada a su pasado de resistente y a las aventuras sufridas durante la ocupación nazi. Sus obras han sido traducidas a numerosas lenguas y finalmente al ruso, lo que al fin de su vida constituyó su más grande alegría. Fue nombrado caballero de la Legión de Honor en 1989.
Su obra ha influido en algunos ensayistas españoles, como por ejemplo Jon Juaristi.

## Obras
- La Condition des Juifs en France sous l'Occupation italienne, París, Éditions du Centre, «Centre de documentation juive contemporaine», núm. 3, 1946.
- L'Étoile jaune, préface de Justin Godart, avant-propos par Isaac Schneersohn, París, Éditions du Centre de documentation juive contemporaine, « Centre de documentation juive contemporaine », no 2, 1949 ; rééd. L'Étoile jaune. La situation des Juifs en France sous l'Occupation. Les législations nazies et vichyssoise, París, Éditions Grancher, 1999. Reúne tres textos: el libro L'Étoile jaune (1949), un largo artículo de Historia (1968) y una comunicación de 1980 al Coloquio Internacional de Cerisy.
- Le Bréviaire de la Haine. Le IIIe Reich et les Juifs, préface de François Mauriac, París, Calmann-Lévy, 1951; última éd. de bolsillo: París, Presses-Pocket, 1993. Traducción al español, Breviario del odio, Cómplices Editorial, 2011.
- Histoire de l’antisémitisme, t. I : Du Christ aux Juifs de Cour, París, Calmann-Lévy, 1955 ; édition abrégée, revue, corrigée, complétée et mise à jour : París, Hachette, « Pluriel », 1981 ; París, Éditions du Seuil, « Points Histoire », 1991, 2 vol. (t. 1. L'Âge de la foi ; t. 2. L'Âge de la science).
- Petite histoire de l'antisémitisme, París, Comptoir du Livre du Keren Hasefer, 1956.
- Con Joseph Wulf, en alemán, Le IIIe Reich et les Juifs, (1955) traducción francesa con el CDJC, París, Gallimard, 1959.
- Histoire de l’antisémitisme, t. II : De Mahomet aux Marranes, París, Calmann-Lévy, 1961.
- Le Procès de Jérusalem, París, Calmann-Lévy, 1963.
- Auschwitz, París, Julliard, « Archives », 1964. Traducción al español, Auschwitz, Oikos-Tau SA, 1966.
- Les Banquiers Juifs et le Saint-Siège, du XIIIe au XVIIe siècle, París, Calmann-Lévy, 1967.
- Histoire de l'antisémitisme, tome III : De Voltaire à Wagner, Paris, Calmann-Lévy, 1968.
- De l'antisionisme à l'antisémitisme, Paris, Calmann-Lévy, 1969.
- Le Mythe aryen. Essai sur les sources du racisme et des nationalismes, Paris, Calmann-Lévy, 1971 ; dernière éd. de poche, Paris, Presses-Pocket, 1994.
- Le Procès de Nuremberg, Paris, Julliard-Gallimard, « Archives », 1971.
- Les Juifs et notre histoire, Paris, Flammarion, 1973. Colección de artículos.
- (dir.), Hommes et bêtes. Entretiens sur le racisme, Paris - La Haye - New York, Mouton, 1975.
- Con Christian Delacampagne et Patrick Girard, Le Racisme, Paris, Seghers, 1976.
- Histoire de l'antisémitisme, tome IV : L'Europe suicidaire (1870-1933), Paris, Calmann-Lévy, 1977.
- (dir.), Ni Juif ni Grec. Entretiens sur le racisme, Paris - La Haye - New York, Mouton, 1978.
- La Causalité diabolique, t. 1 : Essai sur l'origine des persécutions, t. 1, Paris, Calmann-Lévy, 1980 ; rééd. des 2 tomes en 1 volume, 2006, avec une préface de Pierre-André Taguieff. En español: La casualidad diabólica. Muchnik editores, 1982.
- Brève histoire du génocide nazi, Paris, Hachette, 1980.
- (dir.), Le Couple interdit. Entretiens sur le racisme. La dialectique de l’altérité socio-culturelle et la sexualité, Paris - La Haye - New York, Mouton, 1980.
- L'Auberge des musiciens. Mémoires, Paris, Mazarine, 1981 ; rééd. augmentée, Paris, Grancher, 1999.
- De Moscou à Beyrouth. Essai sur la désinformation, Paris, Calmann-Lévy, 1983.
- La Causalité diabolique, t. 2 : Du joug mongol à la victoire de Lénine 1250-120, Paris, Calmann-Lévy, 1985 ; rééd. des 2 tomes en 1 volume, 2006, avec une préface de Pierre-André Taguieff.
- Con Jean-Pierre Cabestan, Les Totalitarismes du XXe siècle. Un phénomène historique dépassé ?, Paris, Fayard, 1987.
- Moscou, troisième Rome. Les intermittences de la mémoire historique, Paris, Hachette, « Littérature », 1989.
- http://en.wikipedia.org/wiki/Georges-Elia_Sarfati, Paris, Éditions de Fallois, 1989.
- Les Samaritains, Paris, Seuil, 1991.
- Con Florence Gravas, L'Épopée des vieux-croyants. Une histoire de la Russie authentique, Paris, Perrin, 1991.
- (dir.), Histoire de l'antisémitisme (1945-1993), Paris, Éditions du Seuil, 1994.
- L'Impossible choix. Histoire des crises d’identité juive, Paris, Éditions Austral, 1995.
- Sur les traces du crime, préface de Christian Delacampagne, introduction de Paul Zawadzki, Paris, Berg International, 2003. Colección póstuma de artículos.